# 레드불 아레나 (라이프치히)
레드불 아레나(Red Bull Arena)는 독일 라이프치히에 있는 축구 경기장으로, RB 라이프치히의 홈 구장으로 사용되고 있다. 1956년부터 2010년까지 첸트랄슈타디온(Zentralstadion, 독일어로 "중앙 경기장"이라는 뜻)이라는 이름을 사용하였다.
이전에는 VfB 라이프치히가 이 구장을 사용했었다.
원래는 종합운동장이였으나 이후 수차례의 증축과 보수로 현재처럼 트랙이 사라지고 축구전용경기장이 되었다.
콘서트장으로 자주 사용되며 콘서트장으로 사용시 50,000명을 수용할 수 있다.
1956년 개장 당시에는 100,000명을 수용할 수 있을 정도로 유럽에서 규모가 큰 경기장이었지만 1997년 시설의 노후화로 인해 보수 공사를 진행하기로 결정하였다. 2000년 12월부터 2004년 3월까지 새 경기장이 건설되었으며 2006년 FIFA 월드컵 대회에 사용된 경기장 가운데 유일하게 옛 동독 지역에 위치한 경기장이기도 하다.
앞서 말했듯이 레드불이 경기장의 명명권을 갖고 있는데, UEFA 규정상 스폰서가 붙은 이름을 허용하지 않기 때문에 유럽 대항전에선 '레드불 아레나'가 아닌 RB 아레나란 명칭을 사용하고 있다. 여기서 'RB'는 레드불의 약자가 아니라 RB 라이프치히 구단이 기업 구단이라는 것을 숨기기 위해 쓰는 'Rasen Ballsport'(잔디 공스포츠)의 약자이다.

## 기록

### 2006년 FIFA 월드컵
| 날짜            | 팀 1                | 스코어 | 팀 2       | 라운드 |
| --------------- | ------------------- | ------ | ---------- | ------ |
| 2006년 6월 11일 | 세르비아 몬테네그로 | 0 - 1  | 아르헨티나 | C조    |
| 2006년 6월 14일 | 스페인              | 4 - 0  | 우크라이나 | H조    |
| 2006년 6월 18일 | 프랑스              | 1 - 1  | 대한민국   | G조    |
| 2006년 6월 21일 | 이란                | 1 - 1  | 앙골라     | D조    |
| 2006년 6월 24일 | 아르헨티나          | 2 - 1  | 멕시코     | 16강   |

## 사진

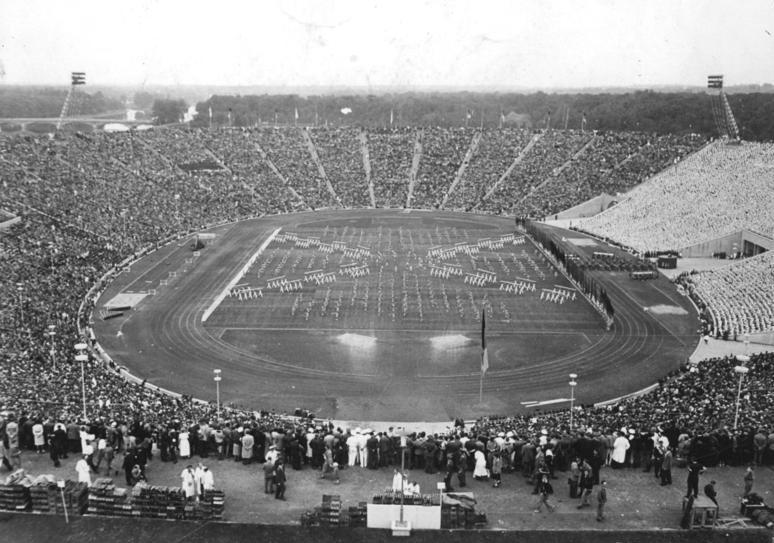
첸트랄슈타디온 (1956년)
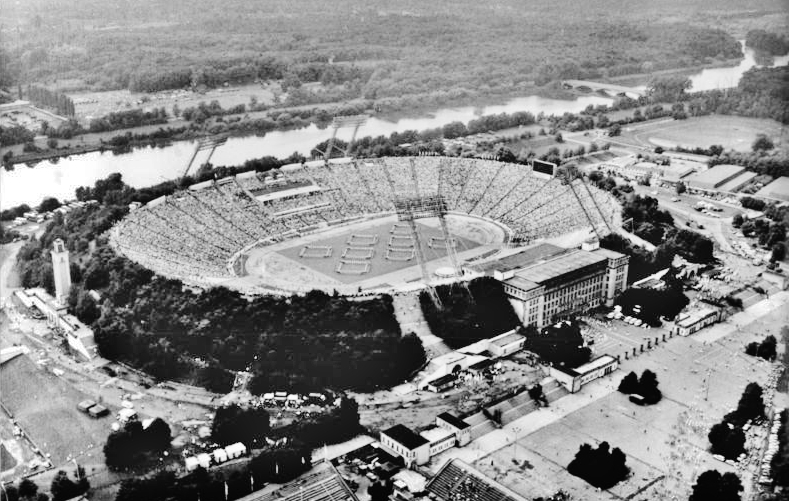
첸트랄슈타디온 (1987년)

## 같이 보기
- RB 라이프치히
- 2006년 FIFA 월드컵